# Villieu
Villieu est une ancienne commune française située dans le département de l'Ain en région Auvergne-Rhône-Alpes. D'abord hameau de Loyes, la commune est créée en 1897  puis s'associe à Mollon et Loyes à partir de 1974 ; elle est définitivement intégrée à la commune de Villieu-Loyes-Mollon le 21 décembre 1994.
Ses habitants sont les Villacusiens.

## Géographie

### Climat
| Mois                              | jan. | fév. | mars  | avril | mai   | juin | jui. | août | sep. | oct.  | nov. | déc.  | année   |
| --------------------------------- | ---- | ---- | ----- | ----- | ----- | ---- | ---- | ---- | ---- | ----- | ---- | ----- | ------- |
| Température minimale moyenne (°C) | −1,7 | −0,3 | 1,4   | 4,2   | 8,3   | 11,2 | 13,4 | 12,9 | 10,5 | 7,1   | 2,3  | −0,8  | 5,7     |
| Température moyenne (°C)          | 1,8  | 3,7  | 6,4   | 9,6   | 13,8  | 17,1 | 19,8 | 19,1 | 16,3 | 11,8  | 6,1  | 2,5   | 10,7    |
| Température maximale moyenne (°C) | 5,3  | 7,8  | 11,4  | 15,1  | 19,3  | 23,1 | 26,2 | 25,3 | 22   | 16,4  | 9,9  | 5,7   | 15,6    |
| Précipitations (mm)               | 93,8 | 86,9 | 100,8 | 93,9  | 111,5 | 98,2 | 66,5 | 91,6 | 98,1 | 102,7 | 107  | 102,1 | 1 153,1 |
| Humidité relative (%)             | 86   | 83   | 77    | 74    | 75    | 75   | 72   | 75   | 80   | 85    | 86   | 87    | 79,58   |

| Mois                     | jan. | fév. | mars | avril | mai | juin | jui. | août | sep. | oct. | nov. | déc. | année |
| ------------------------ | ---- | ---- | ---- | ----- | --- | ---- | ---- | ---- | ---- | ---- | ---- | ---- | ----- |
| Nombre de jours avec gel | 18,5 | 14,6 | 12,1 | 5,7   | 0,5 | 0    | 0    | 0    | 0,2  | 1,9  | 9,8  | 17,6 | 80,9  |

## Politique et administration
Ci-dessous la liste des maires de la commune de 1897 à 1974 puis de 1974 à 1994 (commune associée).

### Liste des maires de Villieu
| Période                                  | Période | Identité | Étiquette | Qualité |
| ---------------------------------------- | ------- | -------- | --------- | ------- |
| Les données manquantes sont à compléter. |         |          |           |         |

### Liste des maires délégués de Villieu
| Période | Période | Identité | Étiquette | Qualité |
| ------- | ------- | -------- | --------- | ------- |

## Histoire
Le 4 octobre 1897 Villieu alors hameau de Loyes devient une commune à part entière. Le 1er janvier 1974, la commune fusionne avec Loyes et Mollon pour former la commune Villieu-Loyes-Mollon. Elle devient alors le chef-lieu de la commune, Loyes et Mollon deviennent des communes associées jusqu'au 1er janvier 1995, date à laquelle la fusion est transformée en fusion simple.

## Population et société

### Démographie
| 1901 | 1906 | 1911 | 1921 | 1926 | 1931 | 1936 | 1946 | 1954 |
| ---- | ---- | ---- | ---- | ---- | ---- | ---- | ---- | ---- |
| 612  | 553  | 459  | 479  | 516  | 545  | 550  | 537  | 515  |

| 1962 | 1968 | - | - | - | - | - | - | - |
| ---- | ---- | - | - | - | - | - | - | - |
| 601  | 732  | - | - | - | - | - | - | - |

### Médias
Le journal Le Progrès propose une édition quotidienne dédiée à la Dombes et à la Côtière.
Les journaux Voix de l'Ain et le Journal de la Côtière sont des hebdomadaires qui proposent des informations locales pour les différentes régions du département de l'Ain.
La chaîne France 3 Rhône-Alpes est disponible dans la région.
Une station radio locale est émise depuis Montluel : FC Radio.